# Labouquerie
Labouquerie est une ancienne commune du sud-ouest de la France, située dans le département de la Dordogne en région Nouvelle-Aquitaine, devenue le 1er janvier 2016 une commune déléguée au sein de la commune nouvelle de Beaumontois en Périgord.

## Géographie

### Communes limitrophes

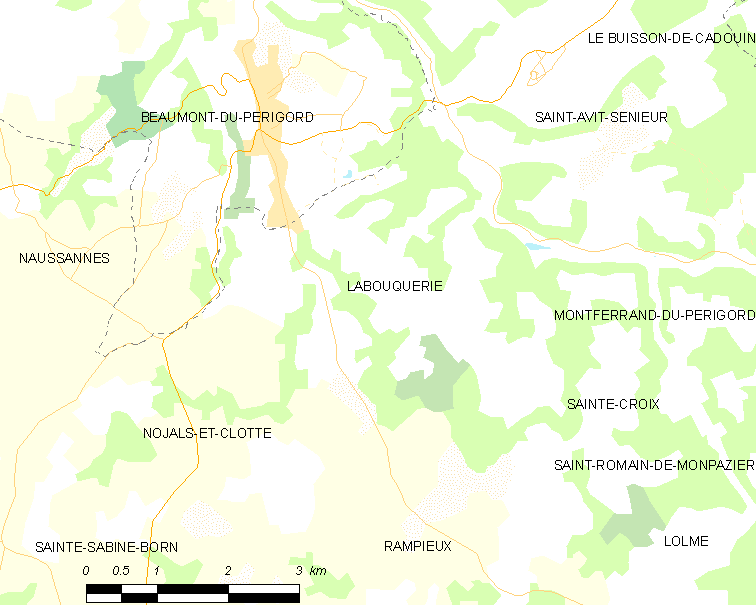
Carte de Labouquerie et des communes avoisinantes en 2015.

En 2015, année précédant la création de la commune nouvelle de Beaumontois en Périgord, Labouquerie était limitrophe de cinq autres communes.
| Beaumont-du-Périgord |             | Saint-Avit-Sénieur |
|                      | Labouquerie | Sainte-Croix       |
| Nojals-et-Clotte     | Rampieux    |                    |

## Urbanisme

### Villages, hameaux et lieux-dits
Outre le bourg de Labouquerie proprement dit, le territoire se compose d'autres villages ou hameaux, ainsi que de lieux-dits :
- Beletou
- Beletou Sud
- le Bourdil
- au Calme
- Codeborie
- Combes de Salavert
- Falgueyret
- la Forêt
- Jambard
- Joannes
- Laussac
- Léomard
- Luguette
- Merle Bas
- Merle Haut
- la Nauze
- Penlaud
- Petit Brassac
- Petit Maine
- Peyrelevade
- le Pouget
- aux Quatre Chemins
- Regou
- Saint-Cernin
- Salavert
- la Tour
- la Tour Basse
- le Tronc
- la Vergne
- la Vignasse.

## Toponymie
En occitan, la commune porte le nom de La Bocariá.
Sur la planète Mars, en février 2021, l'une des cibles d'analyses poussées effectuées sur un affleurement rocheux par l'astromobile Curiosity de la NASA, est baptisée d'après la commune.

## Histoire
Saint Cernin des Fossés, érigé en commune, est rattaché à Labouquerie en 1793.
Au 1er janvier 2016, Labouquerie fusionne avec Beaumont-du-Périgord, Nojals-et-Clotte et Sainte-Sabine-Born pour former la commune nouvelle de Beaumontois en Périgord dont la création a été entérinée par l'arrêté du 29 décembre 2015, entraînant la transformation des quatre anciennes communes en communes déléguées.

## Politique et administration

### Rattachements administratifs et électoraux
Dès 1790, la commune de Labouquerie a été rattachée au canton de Beaumont qui dépendait du district de Belvès jusqu'en 1795, date de suppression des districts. En 1801, le canton est rattaché à l'arrondissement de Bergerac.
Dans le cadre de la réforme de 2014 définie par le décret du 21 février 2014, ce canton disparaît aux élections départementales de mars 2015. La commune est alors rattachée au canton de Lalinde.

### Intercommunalité
Fin 1995, Labouquerie intègre dès sa création la communauté de communes du Pays beaumontois. Celle-ci est dissoute au 31 décembre 2012 et remplacée au 1er janvier 2013 par la communauté de communes des Bastides Dordogne-Périgord.

### Administration municipale
La population de la commune étant comprise entre 100 et 499 habitants au recensement de 2011, onze conseillers municipaux ont été élus en 2014,. Ceux-ci sont membres d'office du  conseil municipal de la commune nouvelle de Beaumontois en Périgord, jusqu'au renouvellement des conseils municipaux français de 2020.

### Liste des maires puis des maires délégués
| Période                                  | Période       | Identité        | Étiquette | Qualité   |
| ---------------------------------------- | ------------- | --------------- | --------- | --------- |
| Les données manquantes sont à compléter. |               |                 |           |           |
|                                          |               |                 |           |           |
| mars 2001                                | mars 2014     | Michelle Cabane | SE        | Retraitée |
| mars 2014                                | décembre 2015 | Éléonore Bages  |           |           |

| Période      | Période  | Identité       | Étiquette | Qualité |
| ------------ | -------- | -------------- | --------- | ------- |
| janvier 2016 | En cours | Éléonore Bages |           |         |

## Démographie
En 2015, dernière année en tant que commune indépendante, Labouquerie comptait 220 habitants. À partir du XXIe siècle, les recensements des communes de moins de 10 000 habitants ont lieu tous les cinq ans (2006, 2011 pour Labouquerie). Depuis 2006, les autres dates correspondent à des estimations légales.
Au 1er janvier 2022, la commune déléguée de Labouquerie compte 205 habitants.
| 1793 | 1800 | 1806 | 1821 | 1831 | 1836 | 1841 | 1846 | 1851 |
| ---- | ---- | ---- | ---- | ---- | ---- | ---- | ---- | ---- |
| 310  | 362  | 354  | 505  | 335  | 461  | 483  | 532  | 531  |

| 1856 | 1861 | 1866 | 1872 | 1876 | 1881 | 1886 | 1891 | 1896 |
| ---- | ---- | ---- | ---- | ---- | ---- | ---- | ---- | ---- |
| 551  | 522  | 460  | 449  | 445  | 387  | 341  | 326  | 294  |

| 1901 | 1906 | 1911 | 1921 | 1926 | 1931 | 1936 | 1946 | 1954 |
| ---- | ---- | ---- | ---- | ---- | ---- | ---- | ---- | ---- |
| 282  | 254  | 247  | 247  | 226  | 201  | 195  | 198  | 182  |

| 1962 | 1968 | 1975 | 1982 | 1990 | 1999 | 2006 | 2011 | 2015 |
| ---- | ---- | ---- | ---- | ---- | ---- | ---- | ---- | ---- |
| 152  | 142  | 167  | 171  | 202  | 203  | 196  | 230  | 220  |

## Économie
Les données économiques de Labouquerie sont incluses dans celles de la commune nouvelle de Beaumontois en Périgord.

## Culture locale et patrimoine

### Lieux et monuments
- La maison Verdier est labellisée « Patrimoine du XXe siècle » en 2007[15].